# Candida Royalle

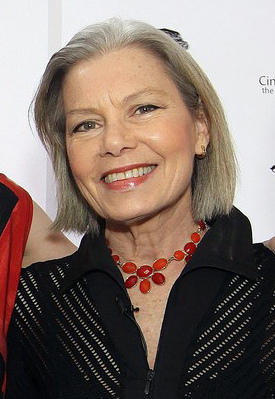
Candida Royalle (2013)

Candida Royalle, eigentlich Candice Vadala, (* 15. Oktober 1950 in New York City, New York; † 7. September 2015 in Mattituck, New York) war eine US-amerikanische Pornofilmproduzentin, -regisseurin und -darstellerin. Sie galt als eine der ersten feministischen Pornofilmmacherinnen.

## Leben
Royalle wurde katholisch erzogen und studierte an der Parsons School of Design und der City University of New York. In den 1970er-Jahren lebte sie in San Francisco. Dort begann sie 1975 eine Karriere als Pornodarstellerin und spielte in zahlreichen Produktionen mit. Die meisten davon stammen aus der Zeit zwischen 1975 und 1983.
1984 gründete sie ihre eigene Produktionsfirma, Femme Productions, mit dem Ziel, Pornografie für Frauen zu machen. Als erster Film bei Femme Productions erschien 1984 Femme, gleichzeitig die erste Regiearbeit von Royalle. Von den meisten Mainstream-Produktionen unterscheiden sich die Femme-Productions-Filme unter anderem durch das Vorhandensein einer Handlung. Seit 1986 wird in den Femme-Produktionen Safer Sex praktiziert.
Femme Productions arbeitete zunächst mit einer Vertriebsfirma zusammen, die die Filme ins Programm nahm und nach einem Royalty-Modell Gewinnanteile an Femme Productions zahlte. Als die Firma dazu 1992 nicht mehr bereit war und stattdessen die Filme kaufen wollte, was für Femme Productions finanziell ungünstiger gewesen wäre, gründete Royalle auch eine eigene Vertriebsgesellschaft, Femme Distributions. Inzwischen werden die Femme-Productions-Filme von Adam & Eve vertrieben.
2007 gründete Royalle mit Femme Chocolat ein weiteres Label, das auf Filme mit afroamerikanischen Darstellerinnen spezialisiert ist.
Pro Monat werden Royalles Filme etwa 10.000 Mal verkauft. Dabei verkaufen sich auch die älteren Produktionen noch ungewöhnlich gut. Mehrere von Royalles Filmen gelten als Klassiker.
Royalle hielt auch Vorlesungen an US-amerikanischen Hochschulen.
Candida Royalle starb am 7. September 2015 an den Folgen eines Ovarialkarzinoms (Eierstockkrebs).

## Auszeichnungen
Für ihre Pionierarbeit bei der Pornografie für Frauen wurde Royalle mit verschiedenen Preisen ausgezeichnet. 2006 erhielt sie für ihr Lebenswerk den Feminist Porn Award und 2009 den PorYes-Award. Sie wurde zudem Mitglied der AVN Hall of Fame und der XRCO Hall of Fame.